# 바레인의 재외공관 목록

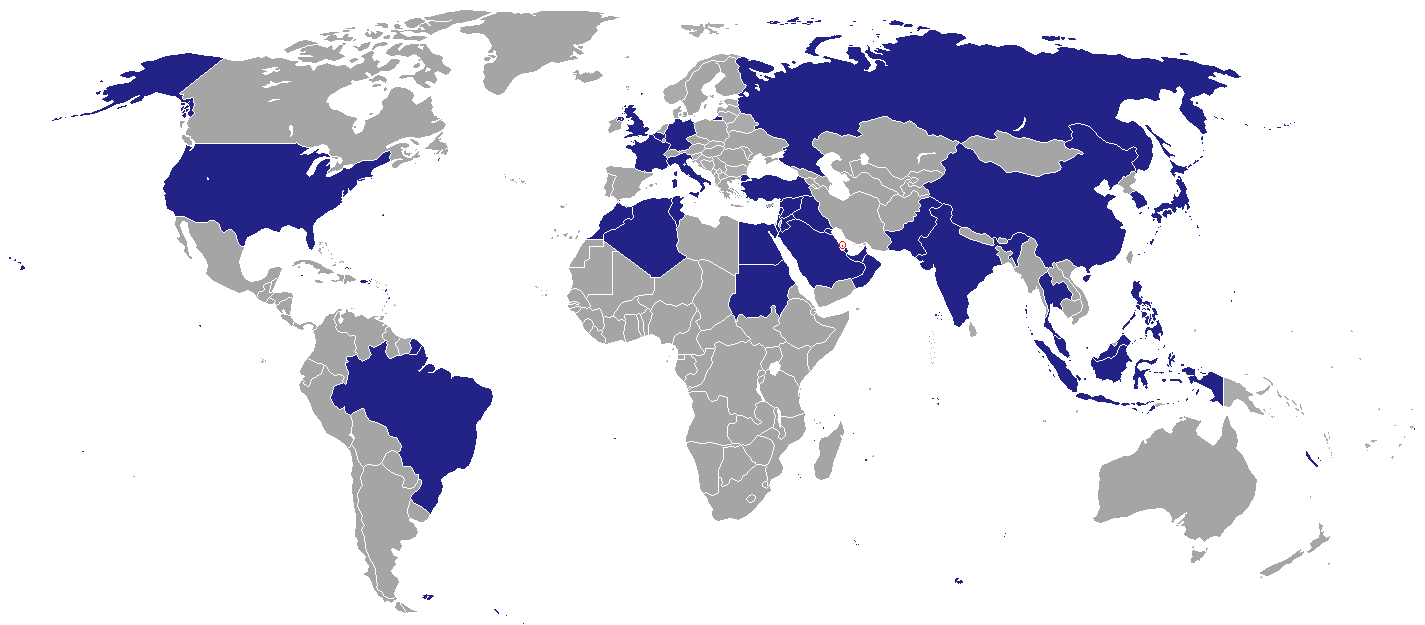
바레인의 재외공관

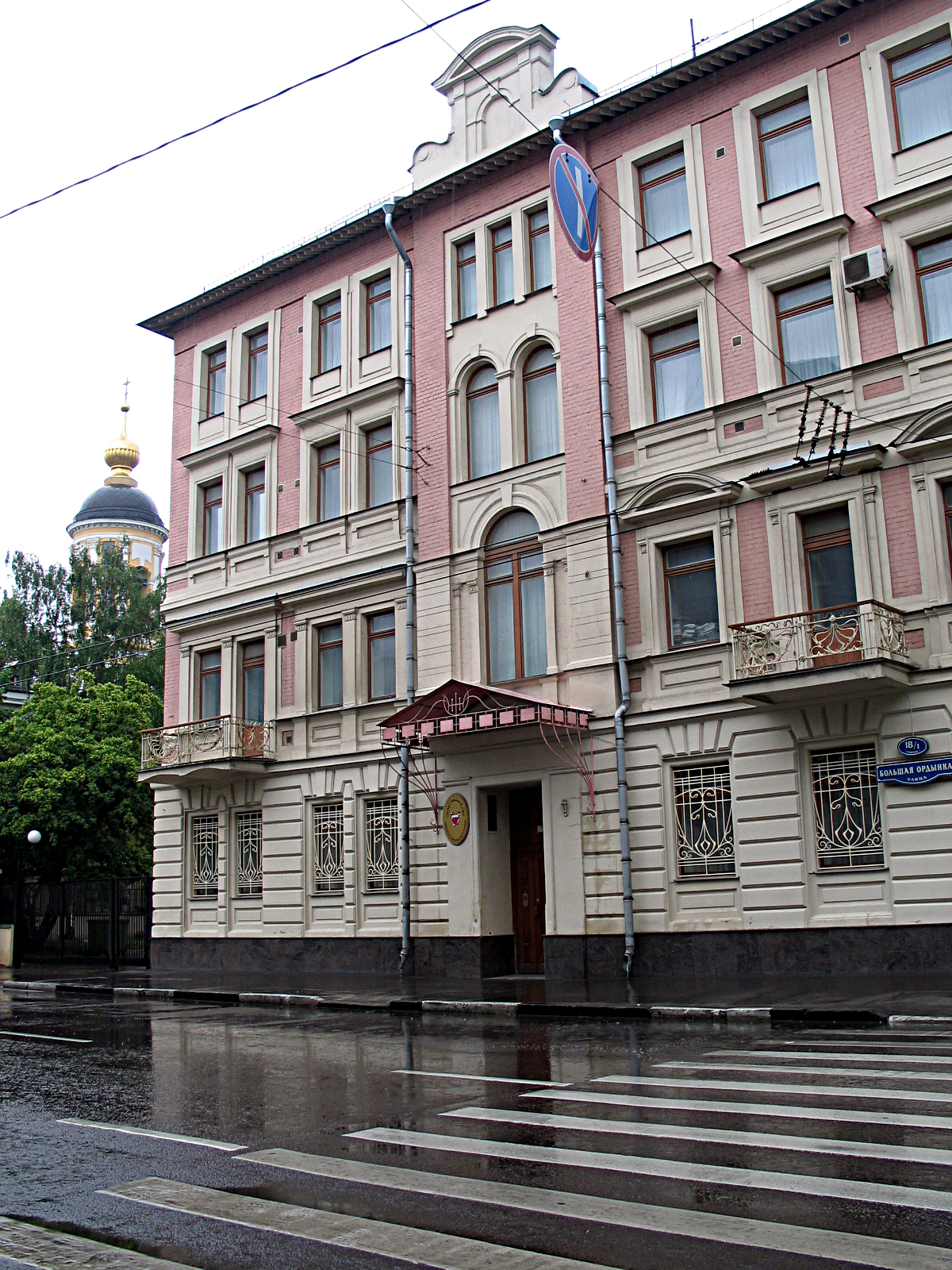
모스크바 주재 바레인 대사관

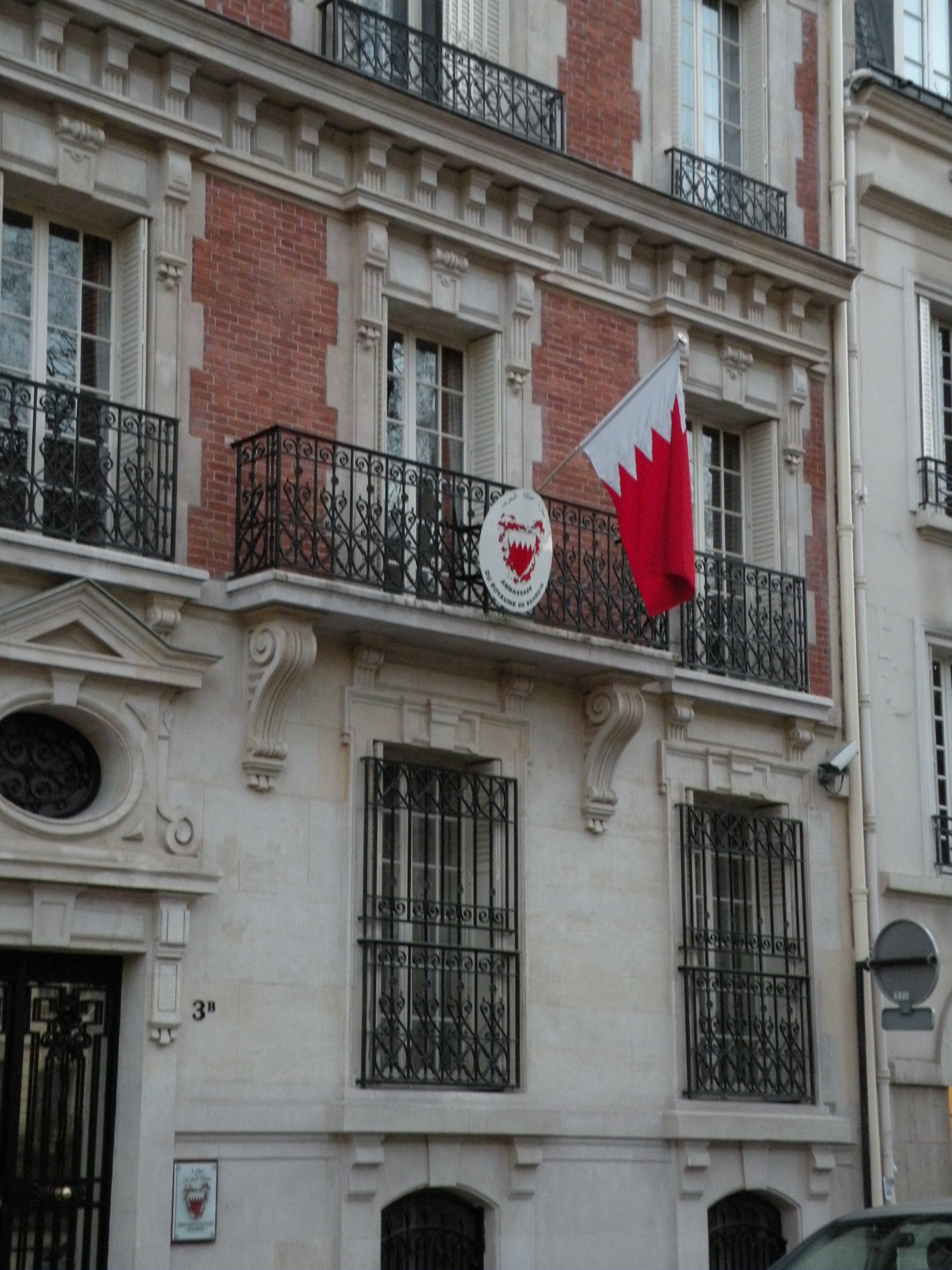
파리 주재 바레인 대사관

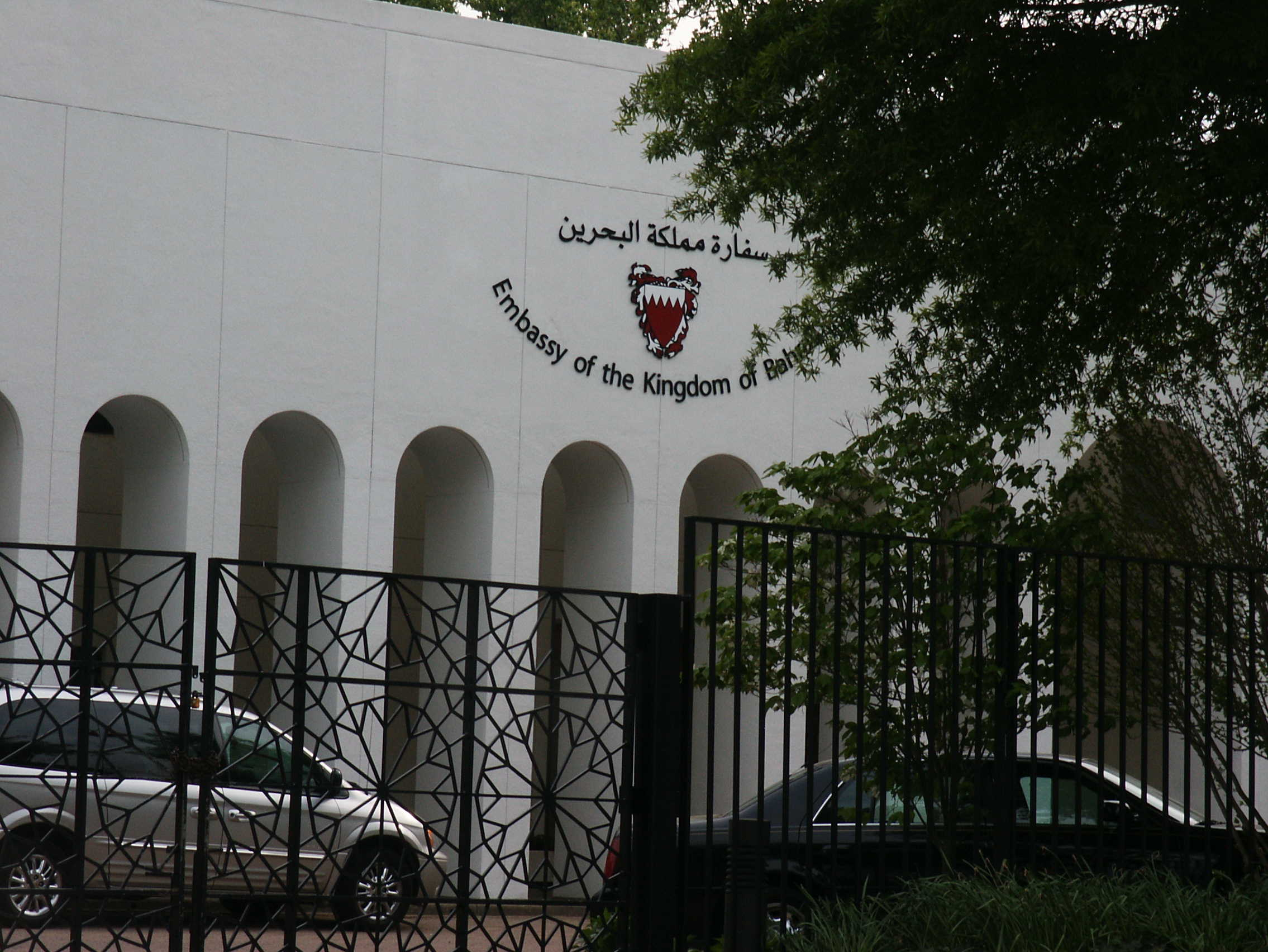
워싱턴 D.C. 주재 바레인 대사관

바레인의 재외공관 목록은 바레인 주재 대사관을 각국에 상주시켜 놓는 것을 의미하며 바레인의 재외공관을 나열한 목록이다.

## 아프리카
- 알제리 : 알제 (대사관)
- 이집트 : 카이로 (대사관)
- 모로코 : 라바트 (대사관)
- 튀니지 : 튀니스 (대사관)
- 수단 : 하르툼 (대사관)

## 아메리카
- 미국 : 워싱턴 D.C. (대사관)
- 브라질 : 브라질리아 (대사관)

## 아시아
- 중화인민공화국 : 베이징시 (대사관)
- 인도 : 뉴델리 (대사관), 뭄바이 (총영사관)
- 인도네시아 : 자카르타 (대사관)
- 이란 : 테헤란 (대사관)
- 이라크 : 바그다드 (대사관), 나자프 (총영사관)
- 이스라엘 : 텔아비브 (대사관)
- 일본 : 도쿄도 (대사관)
- 요르단 : 암만 (대사관)
- 대한민국 : 서울특별시 (대사관)
- 쿠웨이트 : 쿠웨이트시티 (대사관)
- 말레이시아 : 쿠알라룸푸르 (대사관)
- 오만 : 무스카트 (대사관)
- 파키스탄 : 이슬라마바드 (대사관), 카라치 (총영사관)
- 카타르 : 도하 (대사관)
- 사우디아라비아 : 리야드 (대사관), 지다 (총영사관)
- 시리아 : 다마스쿠스 (대사관)
- 태국 : 방콕 (대사관)
- 튀르키예 : 앙카라 (대사관)
- 아랍에미리트 : 아부다비 (대사관)

## 유럽
- 벨기에 : 브뤼셀 (대사관)
- 프랑스 : 파리 (대사관)
- 독일 : 베를린 (대사관)
- 러시아 : 모스크바 (대사관)
- 영국 : 런던 (대사관)
- 이탈리아 : 로마 (대사관)

## 대표부
- EU 바레인 정부 대표부 : 브뤼셀
- UN 바레인 정부 대표부 : 제네바, 뉴욕
- 아랍 연맹 바레인 정부 대표부 : 카이로